# Loire
För andra betydelser, se Loire (olika betydelser).
Loire är en 1 012 km lång fransk flod. Den är den längsta floden som enbart flyter inom Frankrikes gränser. Loire rinner upp i Centralmassivet, har kanalförbindelse med Saône och Seine, och mynnar ut i Biscayabukten. Ungefär 800 km av den är segelbar. Flera berömda slott ligger längs med floden, liksom de druvfält som ger upphov till de berömda Loirevinerna. Centrala Loiredalen sattes upp på Unescos världsarvslista den 2 december 2000.

## Namnets ursprung
Namnet Loire kommer från det latinska ordet Liger, som i sin tur är en transkription av flodens galliska namn. Det galliska namnet kommer av det galliska ordet liga, som betyder "slam" eller "sediment", vilket har bildat det franska ordet lie. Liga kommer från den urindoeuropeiska roten *legh-, som betyder "att ligga" eller "att lägga sig".

## Geografi och klimat
Floden rinner från nordöstra delen av höglanden Cévennes, och flyter norrut genom Roanne och Nevers till Orléans och sedan västerut genom Tours till Atlanten vid Nantes. Floden orsakade stora översvämningar år 1856, 1866 och 1910.

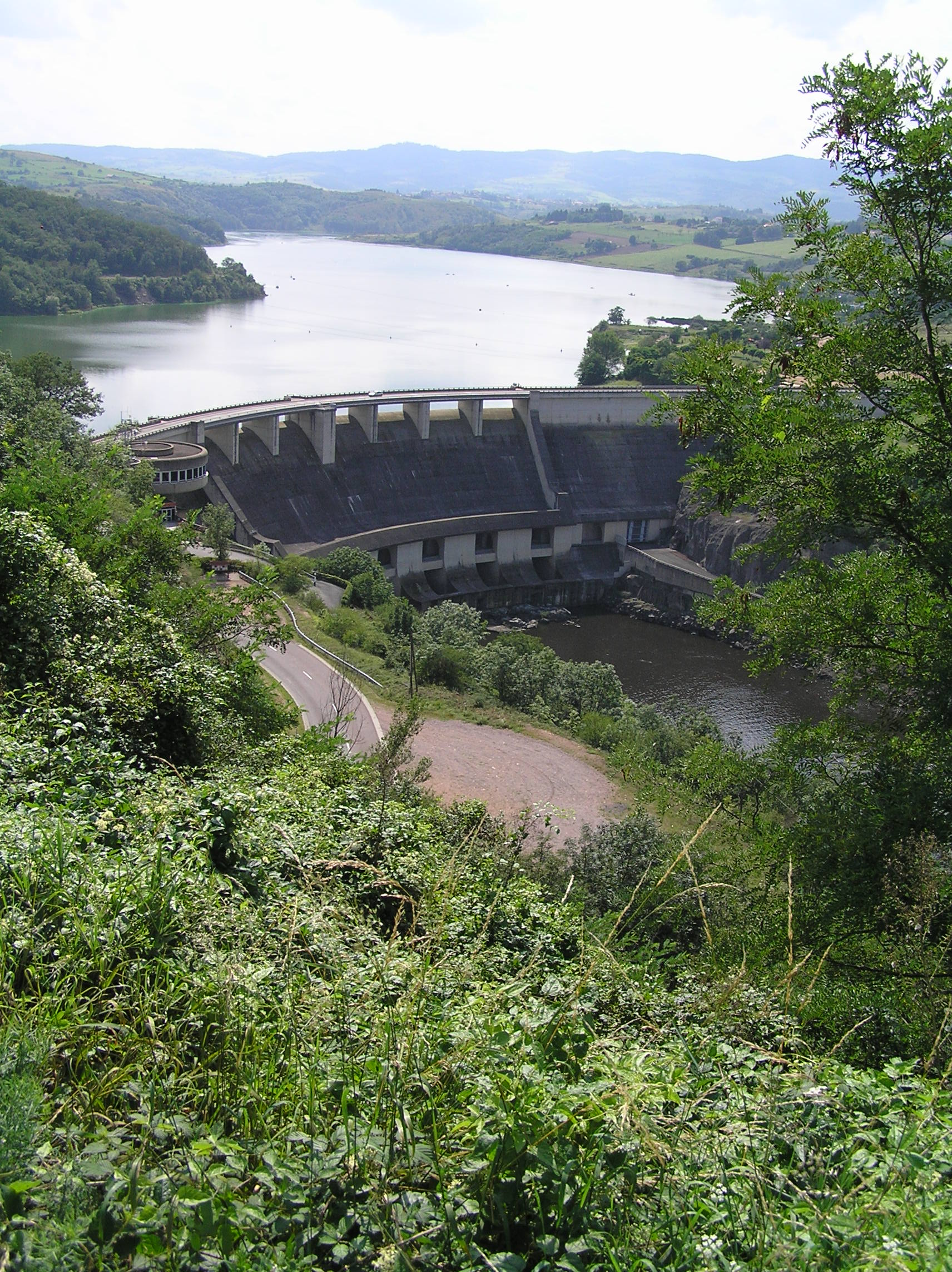
Villerestdammen

Till skillnad från många andra floder i Västeuropa finns det väldigt få dammar eller slussar längs med floden, ett exempel är Villerestdammen som byggdes 1985 några kilometer söder om Roanne, för att förhindra översvämningar. Tack vare detta är floden populär för båtresor längs med den franska landsbygden.
Loiredalens klimat har varmare vintrar och uppnår färre extrema temperaturer än övriga norra Frankrike.

### Bifloder
- Allier
- Cher
- Indre
- Loiret
- Maine (som i sin tur har Mayenne, Sarthe och Loir som bifloder)
- Vienne
- Erdre

### Departement och städer

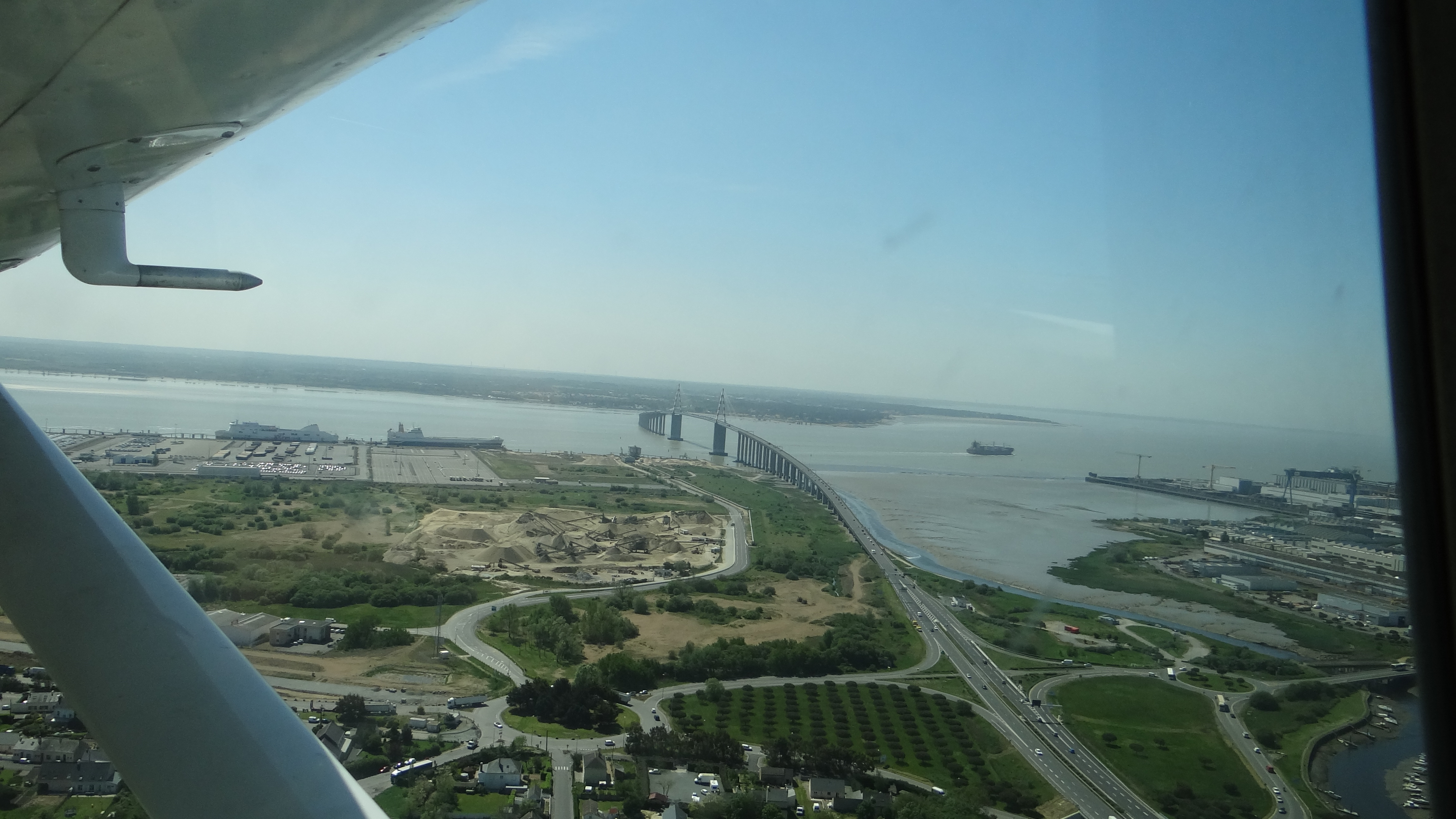
Floden Loire vid Saint-Nazaire

Flera departement i Frankrike är döpta efter Loire. Floden flyter igenom följande departement och städer:

- Ardèche
- Haute-Loire: Le Puy-en-Velay
- Loire: Feurs, Roanne
- Saône-et-Loire: Digoin
- Allier
- Nièvre: Nevers
- Cher: Sancerre
- Loiret: Gien, Orléans
- Loir-et-Cher: Blois
- Indre-et-Loire: Amboise, Tours
- Maine-et-Loire: Saumur
- Loire-Atlantique: Ancenis, Nantes, Saint-Nazaire